# الحرب الباردة (1979–1985)

التحالفات الدولية عام 1980:
حلف شمال الأطلسي والحلفاء الغربيين
حلف وارسو وغيرهم من الحلفاء السوفييت
دول غير منحازة
الصين وألبانيا (بلدان شيوعيان غير متحالفان مع الاتحاد السوفيتي)
مقاومة مسلحة

الحرب الباردة بين 1979 و1985 مرحلة متأخرة من تلك الحرب، امتازت بازدياد عداوة الغرب والاتحاد السوڤييتي ازديادًا حادًّا. نشأت بعدما أدان الغرب الغزو السوڤييتي لأفغانستان في ديسمبر 1979. بانتخاب رئيسة الوزراء مارغريت تاتشر في 1979، والرئيس الأمريكي رونالد ريغان في 1980، تغيرت السياسة الخارجية الغربية فيما يتعلق بالاتحاد السوفييتي، تغيرًا امتاز بنبذ سياسة «الانفراج» والميل عنها إلى مذهب ريغان القائم على سياسة «التراجع»، مع السعي المعلَن إلى القضاء على نفوذ السوڤييتيين في دول التكتُّل السوڤييتي. في هذه المرحلة ارتفعت احتمالية نشوب حرب نووية ارتفاعًا لم يشهده العالم منذ أزمة الصواريخ الكوبية في 1962.
غزا الاتحاد السوڤييتي أفغانستان بعد «ثورة ثور» الأفغانية، غزوة أدت إلى مقتل نحو مليون مدني، قبل أن يَضطَر المجاهدون السوفييتيين إلى انسحاب عسكري في 1989. من أجل هذه الغزوة أعلن الرئيس الأمريكي جيمي كارتر مقاطعة أمريكا لأولمبياد صيف 1980 الذي أقيم في موسكو. فردَّ الاتحاد السوڤييتي بمقاطعة أولمبياد صيف 1984 الذي أقيم في لوس أنجلوس بكاليفورنيا. ازداد التوتر بإعلان الولايات المتحدة أنها ستنشر صواريخ «بيرشينغ 2» في ألمانيا الغربية، ثم إعلان ريغان «مبادرة الدفاع الاستراتيجي» الأمريكية، وتفاقَم التوتر أكثر في 1983 حين وصف ريغان الاتحاد السوڤييتي بأنه «إمبراطورية شر».
في إبريل 1983 أجْرت البحرية الأمريكية تدريب «فليت إكس 83-1»، وهو أكبر تدريب أسطولي أُجري في شمال المحيط الهادئ حتى الآن. تألف الأسطول من نحو 40 سفينة و23,000 جندي و300 طائرة، فربما عُدَّ أقوى أسطول بحري جُمع على الإطلاق. حاولت الطائرات والسفن الأمريكية استفزاز السوڤييتيين، لتدْرس المخابرات البحرية الأمريكية خصائص رادار السوڤييتيين وقدرات طائراتهم ومناوراتهم التكتيكية. في 4 إبريل حلقت 6 طائرات بحرية أمريكية -على الأقل- فوق جزيرة زيليني (أكبر جزيرة في مجموعة جُزر صغيرة تُدعى «جزر هابوماي»، لدى أقصى جنوب جزر الكوريل). غضب السوڤييتيون، وأمروا بعض طائراتهم بتحليق انتقامي فوق جزر ألوتيان، وأصدروا مذكرة احتجاج دبلوماسي رسمية، اتهموا فيها الولايات المتحدة بالاختراق المتكرر للمجال الجوي السوڤييتي. في سبتمبر اللاحق أَسقطت طائرة سوڤييتية اعتراضية «رحلة 007» التابعة للخطوط الجوية الكورية، فوق جزيرة مونيرون.
في نوفمبر 1983 أجرى الناتو تدريب «إيبل آرتشر 83»، وهي محاكاة واقعية لهجوم نووي ناتُوِي، أثارت قلقًا كبيرًا في الاتحاد السوڤييتي، ويَعُدها مؤرخون كثيرون أقرب ما كان العالم إلى الحرب النووية منذ أزمة صاوريخ كوبا في 1962.
شهدت هذه المرحلة: ولاية الرئيس ريغان الأولى (1981–1985)، وموت الرئيس السوڤييتي ليونيد بريجنيف (1982)، والفترة الرئاسية السوڤييتية القصيرة لِيوري أندروبوف (1982–1984) وقسطنطين تشيرنينكو (1984–1985). انتهت هذه المرحلة في 1985، بتولّي ميخائيل غورباتشوف الإصلاحي رئاسة الاتحاد السوڤييتي، وتعهُّده: بتقليل ما بين الشرق والغرب من توتر، وإجراء إصلاحات كبيرة في المجتمع السوڤييتي.

## مقدمة: عقد من الانفراج
في سبعينيات القرن العشرين انتهج الاتحاد السوڤييتي والولايات المتحدة سياسة انفراجية، إذ حاول كل منهما تحسين وضعه السياسي الجغرافي، مع خفض احتمالية نشوب حرب مباشِرة بينهما ما أمكن. أُقيمت علاقات تجارية واسعة بين بلدان الكتلتين، إلى حد أن الاتحاد السوڤييتي حصل على 70% من حبوبه من الولايات المتحدة. واتُّخذت خطوات لتوسيع العلاقات السياسة بين الناتو وبلدان الكتلة السوڤييتية (منها «السياسة الغربية الجديدة»، بالألمانية: Neue Ostpolitik)، خطوات بلغت أوجها في 1975 بتوقيع «اتفاقية هلسنكي». إضافة إلى ذلك وُقعت اتفاقيات تحديد أسلحة، منها: جَوْلتا «محادثات الحد من الأسلحة الاستراتيجية».
فوق هذا كله، بذلت الولايات المتحدة جهودًا لإبرام اتفاقية سلام تضع حدًّا لمشاركتها في حرب فيتنام. حاول نيكسون حض الصين على دعم عملية السلام، وعمل رحلة تاريخية إلى تلك الدولة الشيوعية. صحيح أن هذه الرحلة لم تَحُل دون انتصار الشيوعيين في حرب فيتنام، لكنها تُعد من أهم الأعمال السياسية الجغرافية في القرن العشرين، إذ غيرت ديناميكية الحرب الباردة بين الولايات المتحدة والاتحاد السوڤييتي تغييرًا جذريًّا.
أيد عوامّ الطرفين الجهود المبذولة للانفراج (نحو 68% من الأمريكيين مثلًا رأوا أن رحلة نيكسون إلى الصين تدعم السلام العالمي)، ومع ذلك كان لتلك الجهود نَقَدة. ففي الولايات المتحدة أدان الانفراجَ محافظون من أمثال باري جولدواتر، الذي قال: «إن غايتنا يجب أن تكون تدمير العدو تدميرًا، بصفته قوة أيديولوجية تحوز وسائل القوة»، وحذّر من أن الاتجار مع الاتحاد السوڤييتي يساعد على دعم الهيمنة السوڤييتية في أوروبا الشرقية. شارك في هذه المعارضة أيضًا يساريون أمريكيون، منهم: هنري جاكسون الذي رأى أن على الولايات المتحدة أن تُناصب الاتحاد السوڤييتي العداوة، وأن تأخذه بالشدة. لكن على رغم تلك الانتقادات، استمر الانفراج طول السبعينيات، بدعم من الجانبين السياسيين الأمريكيَّين، بل قدَّم كل منهما مرشحين مؤيدين للانفراج في الانتخابات الرئاسية عام 1976 (الرئيس فورد ضد الحاكم جيمي كارتر).
وأمّا أوروبا الغربية فشهدت أيضًا معارضة للانفراج. وفي الاتحاد السوڤييتي نفسه حذّر منشقون -منهم أندريه ساخاروف، الذي كان عضوًا بالمشروع النووي السوفيتي- من أن الأمن الغربي في خطر إن لم تُتَّخذ مع الانفراج خطوات تحرير في الاتحاد السوڤييتي. في تلك الفترة تعرَّض نشطاء حقوق إنسان غربيون وسوڤييتيون لاعتداءات متكررة، على أيدي أجهزة استخبارات شيوعية مثل الكي جي بي. بغياب الإدانة الغربية للاعتداءات المتكررة، ازداد سخط مُنشَقِّي أوروبا الشرقية، من ذلك أن فاتسلاف هافيل (الكاتب المسرحي التشيكي الذي صار بعدئذ رئيسًا) وصف سياسة الانفراج بأنها «بلاهة وغباوة».

## انهيار الانفراج
لم تَخْل فترة التعاون النسبي هذه من نزاع، فقد واصل الجانبان تخزين الأسلحة النووية وأنظمة تسليمها. بظهور «الرؤوس المدمِّرة الموجَّهة» ازدادت قدرة الجانبين على التدمير، وازدادت احتمالية حدوث ضربة وقائية. من أجل هذا عُقدت الجولة الثانية من «محادثات الحد من الأسلحة الاستراتيجية» في 1979، لكبْح انتشار الرؤوس المدمِّرة الموجَّهة. لكن هذه المعاهدة لم يصدِّق عليها مجلس الشيوخ الأمريكي، بسبب الغزو السوڤييتي لأفغانستان في ديسمبر ذلك العام.

## مبدأ مفهوم التراجع
في عام 1984، أجرى الصحفي نيكولاس ليمان مقابلة مع وزير الدفاع في إدارة ريغان كاسبار واينبرغر ولخص إستراتيجية إدارة ريغان لصد الاتحاد السوفيتي: 
مجتمعهم ضعيف اقتصاديًا ويفتقر إلى الثروة والتعليم والتكنولوجيا لدخول عصر المعلومات. بددوا كل شيء على الإنتاج العسكري، ونتيجة لذلك بدأ مجتمعهم يُظهر وهنًا كبيرًا. لا يمكنهم مجاراتنا بمواصلة الإنتاج العسكري. ففي النهاية سيتسبب في انهيارهم، وعندها ستكون هناك قوة عظمى واحدة فقط في عالم آمن – وذلك إذا استطعنا الاستمرار في الإنفاق.
نوه ليمان باعتقاده عندما كتب ذلك في عام 1984 أن أتباع ريغان كانوا يعيشون في عالم خيالي. ولكن في عام 2016، قال إن هذه الفقرة مثلت «وصفًا لا جدال فيه نسبيًا لما فعله ريغان حقًا».
تضمنت إستراتيجية ريغان أيضًا صدامات متصاعدة شارك فيها السوفييت، خاصة الحرب السوفيتية الأفغانية وأزمة أمريكا الوسطى. وشملت تحركات دبلوماسية لإقناع حكومات أوروبا الغربية بحشد صواريخ أمريكية موجهة على الاتحاد السوفيتي. تضمنت، إضافة إلى ذلك، محاولةً لبناء دفاع صاروخي مضاد للصواريخ الباليستية قائم على النظم الفضائية عُرف باسم مبادرة الدفاع الاستراتيجي (لكن العديد من النقاد أطلقوا عليه اسم «حرب النجوم»).
استمرت الاستراتيجيات حتى ثورات عام 1989. إذ ثارت شعوب أوروبا الشرقية في الدول التابعة ضد أنظمتهم الديكتاتورية وأصبحوا ديمقراطيات برلمانية. أنهى الشعب الروسي نظامه الشيوعي في عام 1991. وبدون دعمٍ من موسكو، انهارت فعليًا العديد من الحركات الشيوعية المدعومة في آسيا وإفريقيا وأمريكا اللاتينية.

## الأزمة البولندية (1980 – 1981)
في سبعينيات القرن العشرين، شهد الاقتصاد البولندي فترة تراجع في الإنتاجية، وبلغت ذروتها في أول ركود في البلاد بعد الحرب العالمية الثانية في عام 1979. في عام 1980، أعلن العمال المضربون في حوض بناء السفن في غدانسك عن تشكيل حركة التضامن، نقابة عمالية غير شيوعية. في 31 أغسطس 1980، وافقت الحكومة البولندية على العديد من مطالب النقابة، بما في ذلك إضفاء الشرعية عليها، مما جعل حركة التضامن (التي تضم اليوم 10 ملايين عضو فعال) أول نقابة عمالية في حلف وارسو لا تخضع لسيطرة الحكومة الشيوعية.
خلال العام التالي، شهدت بولندا فوضى سياسية متزايدة مع انتشار احتجاجات حركة التضامن في جميع أنحاء البلاد، مما هدد بقاء الدولة الشيوعية. في 13 ديسمبر 1981، أعلن الجنرال ياروزلسكي، قائد الجيش البولندي، حالة الأحكام العرفية في جميع أنحاء بولندا، وأمر باعتقال أعضاء حركة التضامن ومنظمات معارضة أخرى.
خلال الفترة التي سبقت إعلان الحكومة البولندية للأحكام العرفية، كانت هناك تكهنات على جانبي الستار الحديدي حول شبح التدخل العسكري السوفيتي في الأزمة، على غرار التدخلات السوفيتية السابقة في أوروبا الشرقية (أي الثورة المجرية وربيع براغ). ومع ذلك، قرر السوفييت في النهاية عدم التدخل المباشر في بولندا خوفًا من العقوبات الاقتصادية الغربية على الاتحاد السوفيتي.
ظلت بولندا في حالة الأحكام العرفية حتى عام 1984، وذلك عندما بدأت الحكومة البولندية بإطلاق سراح أعضاء المعارضة البولندية تدريجيًا من السجن. انتهى الصراع بين حكومة ياروزلسكي وحركة التضامن في عام 1989، مع دمقرطة بولندا وهزيمة الحزب الشيوعي الحاكم في أول انتخابات حرة في بولندا بعد الحرب العالمية الثانية.

## الحشد النووي (1981 – 1983)

### انتشار الأسلحة النووية المتوسطة في أوروبا
خلال سبعينيات القرن العشرين، طور الاتحاد السوفيتي فئة جديدة من الصواريخ الباليستية متوسطة المدى القادرة على حمل أسلحة نووية. بحلول نهاية عام 1979، نشر 130 صاروخًا من طراز إس إس – 20 قادر على إطلاق أكثر من 390 رأسًا حربيًا في الجزء الغربي من الاتحاد السوفيتي والدول الحليفة الموقعة على معاهدة وارسو. شعر حلف شمال الأطلسي بالتهديد إزاء هذه الخطوة، إذ كان يعتمد على التفوق النووي التكتيكي لتعويض التفوق التقليدي السوفييتي.
من أجل دعم الردع النووي لحلف الناتو، التزمت الدول الأعضاء بنشر عدة مئات من الصواريخ في أوروبا الغربية، وخاصة صواريخ بيرشينغ 2.

### التطورات التكنولوجية
خلال الحرب الباردة قبل سبعينيات وثمانينيات القرن العشرين، كانت بي-52 ستراتوفورتريس القاذفة الاستراتيجية الثقيلة الأساسية لسلاح الجو الأمريكي. ومع ذلك، فإن استحداث تقنية أكثر تطورًا والمتمثلة بنظام الإنذار المبكر والتحكم المحمول جوًا جعل بي-52 أكثر عرضة للهجمات من الأرض ومقاتلات العدو. رأى سلاح الجو أن هناك حاجة إلى قاذفة يمكنها أن تنطلق بشكل أسرع، وقادرة على المناورة أكثر، وتسدد شحنة متفجرة كبيرة إلى هدفها. أدى ذلك إلى استحداث بي-1 إيه لانسر خلال بدايات ومنتصف سبعينيات القرن العشرين. أُلغي برنامج بي-1 إيه في عام 1977 ولكن الرئيس ريغان أعاده في عام 1981 بموجب تسميته الجديدة والحالية بي-1 بي. يمكن أن تصل سرعة القاذفة بي-1 بي إلى 1.2 ماخ أو أعلى من ذلك ويمكنها نقل حمولة تصل إلى 75,000 رطل. ظلت لانسر قاذفة ذات قدرة نووية حتى عام 1994 وذلك عندما أُلغيت المهمة النووية للقاذفة، وتحولت إلى سلاح تقليدي.
أُنتج سلاح آخر خلال تلك الفترة فكان صاروخ بيرشينغ 2 الباليستي متوسط المدى. نُشر بيرشينغ 2 لأول مرة في أوروبا في عام 1983. وكان مداه نحو 1000 ميل وحمل رأسًا نوويًا واحدًا وهو دبليو 85 ذو القدرة المتغيرة، التي تراوحت بين 5 و80 كيلوطن. على الرغم من أن هذا الرأس الحربي لديه قدرة أقل من الرأس الحربي دبليو-50 (حتى 150 كيلوطن) إلا أن الدقة المتناهية لصاروخ بيرشينغ 2 تعني أنه لم تكن هناك حاجة لرؤوس حربية ذات قدرة كبيرة، إذ كان الصاروخ قادرًا على ضرب هدفه بشكل وثيق جدًا باستخدام راداره ووحدات التوجيه الداخلية فيه.

### الإنذارات النووية الكاذبة والحوادث الوشيكة
«لم يكن وضع العالم منذ عقود ما بعد الحرب متفجرًا وأكثر صعوبةً وسلبيةً كما كان عليه في النصف الأول من ثمانينيات القرن العشرين». - ميخائيل غورباتشوف، فبراير 1986
وقعت إحدى الحوادث الوشيكة خلال هذه الفترة من الحرب الباردة أثناء تمرين أبِل آرتشر 83 الذي أجراه حلف شمال الأطلسي (الناتو) في نوفمبر 1983. كان التدريب محاكاةً عسكرية واقعية لهجوم نووي واسع النطاق، مما أثار استجابة غير متوقعة من الاتحاد السوفيتي. اعتقد العديد من المسؤولين السوفييت بعد تلقيهم معلومات حول ما بدا أنه تعبئة لقوات الناتو في أوروبا، أن الولايات المتحدة كانت تستخدم التمرين لإخفاء الضربة النووية الاستراتيجية الأولى. أدى ذلك إلى تحرك الاتحاد السوفيتي بشكل استثنائي. شمل هذا الرد وضع الوحدات العسكرية السوفيتية في ألمانيا الشرقية وبولندا في حالة تأهب وإرسال عدد غير عادي من رحلات الاستطلاع.

### حركات السلام ومناهضة التسلح النووي
خلال سبعينيات وثمانينيات القرن العشرين، تزايد اهتمام العامة بالتهديد المستمر والمتصاعد للحرب والحرب النووية على وجه الخصوص، وظهرت – بحلول ذلك الوقت – حركات سلام دولي وحركات مناهضة للأسلحة النووية ونُظمت العديد من الاحتجاجات والفعاليات الهادفة إلى نشر الوعي وممارسة الضغط من أجل نزع السلاح وتغيير الأجندات السياسية. نشطت الحركات بمعظمها في أوروبا والولايات المتحدة وكندا واليابان، وبلغت ذروتها في 12 يونيو 1982 عندما تظاهر مليون شخص في نيويورك لإنهاء سباق التسلح في الحرب الباردة والأسلحة النووية، فكان أكبر تجمع للمحتجين في التاريخ الأمريكي.

## معرض صور

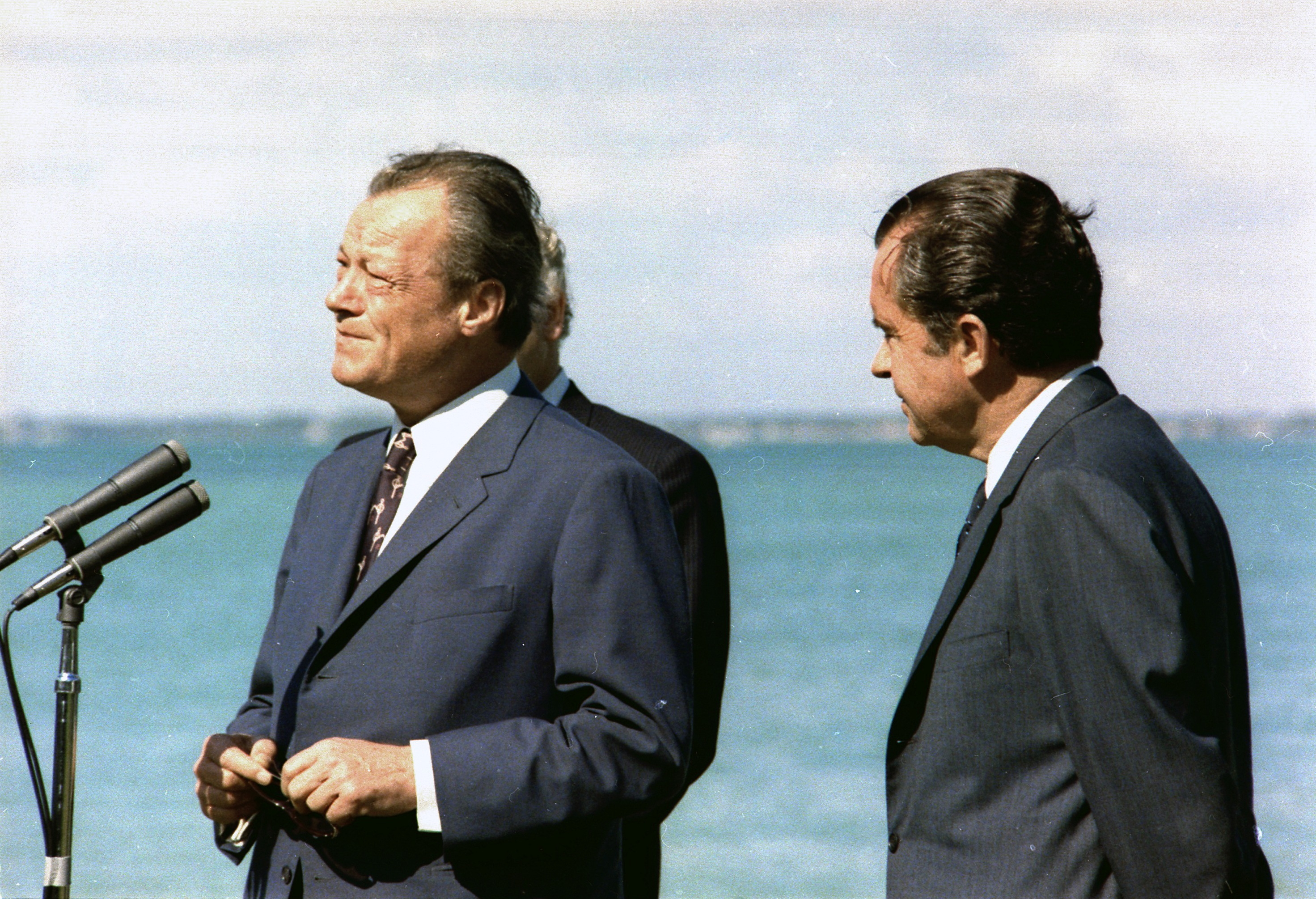
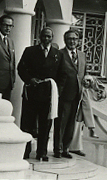
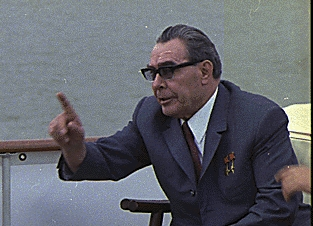
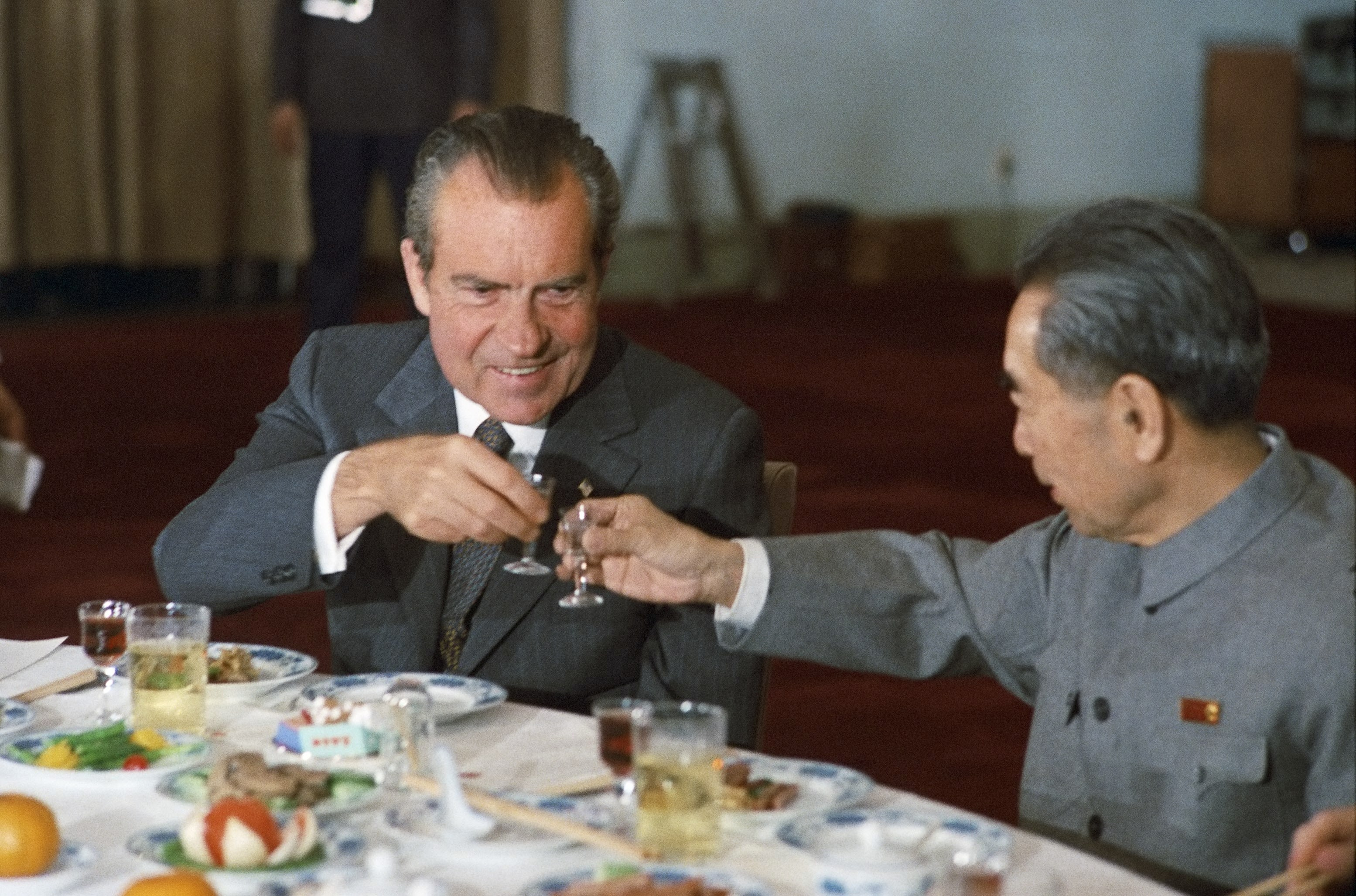